# Dongfeng Fengxing Joyear X5
Der Dongfeng Fengxing Joyear X5 ist ein SUV des chinesischen Automobilherstellers Dongfeng Liuzhou Motor, der der Dongfeng Motor Corporation angehört. Die Marke ist Dongfeng, die Submarke Fengxing.

## 1. Generation (2011–2016)
Das Fahrzeug der ersten Generation basiert auf C-Plattform von Nissan, auf der auch die erste Generation des Nissan Qashqai und des Renault Koleos aufbauen. Der X5 debütierte als Dongfeng Fengxing Joyear SUV auf der Guangzhou Auto Show 2011 und ist in China ist seit 2011 auf dem Markt. Mit einer Überarbeitung im Jahr 2013 ging auch eine Namensänderung in Joyear X5 einher.
Als Antrieb bietet Dongfeng Fengxing für das SUV zwei Ottomotoren an, einen 1,6-Liter-Saugmotor und einen 1,8-Liter-Turbomotor.

### Technische Daten
|                            | 1.6                           | 1.8T                   |
| Bauzeitraum                | 2011–2016                     | 2011–2016              |
| Motorkenndaten             |                               |                        |
| Motortyp                   | R4-Ottomotor                  | R4-Ottomotor           |
| Hubraum                    | 1590 cm³                      | 1796 cm³               |
| max. Leistung bei min−1    | 90 kW (122 PS) / 6000         | 118 kW (160 PS) / 5500 |
| max. Drehmoment bei min−1  | 151 Nm / 4000 (155 Nm / 4000) | 215 Nm / 2100–4400     |
| Kraftübertragung           |                               |                        |
| Antrieb                    | Vorderradantrieb              | Vorderradantrieb       |
| Getriebe, serienmäßig      | 5-Gang-Schaltgetriebe         | 5-Gang-Schaltgetriebe  |
| Getriebe, optional         | (Stufenloses Getriebe)        | —                      |
| Messwerte                  |                               |                        |
| Höchstgeschwindigkeit      | 160 km/h                      | 180 km/h               |
| Beschleunigung, 0–100 km/h | 17,0 s                        | 14,0 s                 |
| Tankinhalt                 | 55 l                          | 55 l                   |

## 2. Generation (2016–2021)

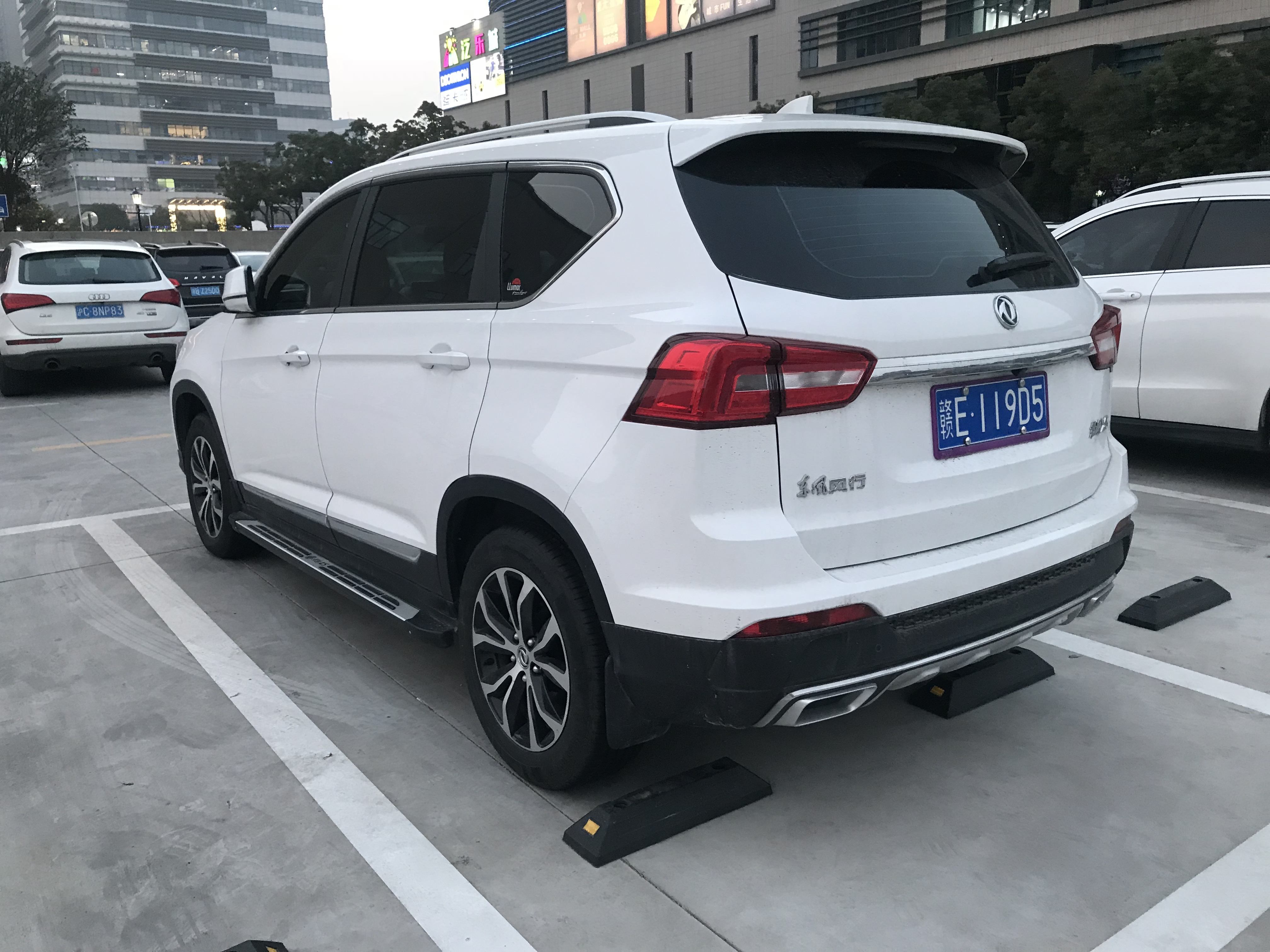
Heckansicht

Die zweite Generation des Joyear X5 debütierte auf der Guangzhou Auto Show 2016 und kam kurz darauf in China in den Handel.
Angetrieben wird die zweite Generation von einem aufgeladenen 1,5-Liter-Ottomotor mit 110 kW (150 PS), einem 1,6-Liter-Ottomotor mit 90 kW (122 PS) oder einem Zweiliter-Ottomotor mit 108 kW (147 PS).

### Technische Daten
|                                | 1.5T                   | 1.6                   | 2.0                    |
| Bauzeitraum                    | 12/2016–2021           | 12/2016–2021          | 12/2016–09/2017        |
| Motorkenndaten                 |                        |                       |                        |
| Motortyp                       | R4-Ottomotor           | R4-Ottomotor          | R4-Ottomotor           |
| Hubraum                        | 1499 cm³               | 1590 cm³              | 1997 cm³               |
| max. Leistung bei min−1        | 110 kW (150 PS) / 5600 | 90 kW (122 PS) / 6000 | 108 kW (147 PS) / 6000 |
| max. Drehmoment bei min−1      | 151 Nm / 4000          | 151 Nm / 4000         | 200 Nm / 4000          |
| Kraftübertragung               |                        |                       |                        |
| Antrieb                        | Vorderradantrieb       | Vorderradantrieb      | Vorderradantrieb       |
| Getriebe, serienmäßig          | 6-Gang-Schaltgetriebe  | 5-Gang-Schaltgetriebe | 6-Gang-Schaltgetriebe  |
| Getriebe, optional             | Stufenloses Getriebe   | Stufenloses Getriebe  | —                      |
| Messwerte                      |                        |                       |                        |
| Höchstgeschwindigkeit          | k. A.                  | 160 km/h              | 180 km/h               |
| Beschleunigung, 0–100 km/h     | 13,8 s                 | k. A.                 | 10,7 s                 |
| Kraftstoffverbrauch auf 100 km | 7,4 l Super            | 6,7–6,9 l Super       | 7,6 l Super            |
| Tankinhalt                     | 55 l                   | 55 l                  | 55 l                   |